# Италианско регентство на Карнаро
Италианското регентство на Карнаро (на италиански: Reggenza Italiana del Carnaro) е непризната държава, обявена на 8 септември 1920 г. от италианския поет и социален фашистки водач – Габриеле д'Анунцио.
Името на държавата произлиза от залив Кварнер (на италиански: Golfo del Quarnero), в дъното на който се намира град Фиуме, днес Риека. По това време в днешна Риека италианците са 22 488 от общо 35 839 жители на града, но съгласно военните договорености на Кралство Сърбия с Антантата, Фиуме е обещано на новообразуваното Кралство на сърби, хървати и словенци.